# Rhododendron qiaojiaense
Rhododendron qiaojiaense är en ljungväxtart som beskrevs av L.M.Gao och D.Z.Li. Rhododendron qiaojiaense ingår i släktet rododendron, och familjen ljungväxter. Inga underarter finns listade i Catalogue of Life.